# بارویل، اورن
بارویل (به فرانسوی: Barville) یک کمون (فرانسه) در فرانسه است که در canton of Pervenchères واقع شده‌است. بارویل ۷٫۵۳ کیلومتر مربع مساحت دارد ۱۶۱ متر بالاتر از سطح دریا واقع شده‌است.